# برايوت تشان أوتشا
برايوت تشان-أوتشا (بالتايلندية: พลเอก ประยุทธ์ จันทร์โอชา)‏ (بالتايلندية: ประยุทธ์ จันทร์โอชา) (مواليد 21 مارس 1954 في محافظة ناخون راتشاسيما شمال شرقي تايلاند) هو ضابط برتبة جنرال في الجيش الملكي التايلاندي وتلقى تكوينه العسكري في المدرسة التحضيرية لأكاديمية القوات المسلحة وكليات القيادة والأركان العامة والدفاع الوطني، كما شارك في الدورة الأساسية لضابط المشاة ودورة المشاة المتقدمة ونال شهادة البكالوريوس في العلوم من أكاديمية تشولاتشومكلاو الملكية العسكرية، قامالقائد العام للجيش الملكي التايلاندي برايوت تشان أو تشا عام 2014 بانقلاب ضد الحكومة المؤقتة بعد ستة أشهر من الأزمة السياسية.

## الانقلاب العسكري
كان من المقرر أن يتقاعد في سبتمبر 2014. قام بانقلاب دراماتيكي رسمي يوم الخميس 22 مايو عام 2014 ضد الحكومة المؤقتة، وهو الآن في السيطرة الفعلية على البلاد كرئيس للمجلس العسكري والمسمى مجلس السلام الوطني والحفاظ على النظام، والذي حل محل حكومة رئيسة الوزراء المعزولة ينغلاك شيناواترا.
وأصبح برايوت قائداً للجيش في أكتوبر 2010، وعرف بتشدده داخل المؤسسة العسكرية، لاسيما في مواجهة مظاهرات أصحاب «القمصان الحمراء» المؤيدين لرئيس الوزراء المخلوع تاكسين شيناواترا خلال الفترة بين أبريل 2009 ومايو 2010. لكنه سعى لاحقاً لتغيير هذه الصورة حوله، فبذل جهداً للتحدث إلى أقارب المتظاهرين الذين قتلوا خلال الاحتجاجات الدموية، وأبدى تعاوناً ملحوظاً مع حكومة ينغلاك شيناواترا، شقيقة رئيس الوزراء المخلوع تاكسين شيناواترا، عقب فوزها بالانتخابات البرلمانية في يوليو 2011.
وخلال الأزمة السياسية التي بدأت في نوفمبر 2013 بسبب الاحتجاجات ضد حكومة ينغلاك شيناواترا، أعلن برايوت أن الجيش محايد، لكنه عاد ليقود في 22 مايو 2014 انقلابه العسكري ضد الحكومة التايلاندية المنتخبة برئاسة نيواتثامرونغ بونسونغبايسان ومنذ ذلك الوقت أصبح صاحب السيطرة الفعلية والنفوذ الأقوى، بوصفه رئيساً لمجلس السلام الوطني والحفاظ على النظام، الهيئة العسكرية الحاكمة في البلد الآسيوي.
وبين عامي 2002 و2003 خدم برايوت كنائب لقائد فرقة المشاة الثانية في الجيش الملكي التايلاندي، ثم كقائد لهذه الفرقة حتى عام 2005 حين تم تعيينه نائباً للقائد العام في المنطقة الأولى للجيش، قبل ترقيته في عام 2008 إلى منصب رئيس أركان الجيش الملكي التايلاندي ولدى بلوغ القائد العام للجيش الملكي التايلاندي الجنرال أنوبونغ باوتشيندا سن التقاعد في عام 2010، خلفه برايوث في منصبه.
وسبق للجنرال برايوت أن شغل مناصب غير عسكرية، فعقب انقلاب عام 2006، عين عضواً في الجمعية الوطنية (البرلمان)، حيث ترأس لجنة البيئة والموارد الطبيعية في المجلس. كما تقلد إدارة العديد من الشركات؛ مثل شركة الخدمات الكهربائية العامة، وشركة النفط العامة المحدودة التايلاندية، والبنك التايلاندي العسكري، ونادي الجيش لكرة القدم. وقد احتفظ برئاسة هذا النادي عقب توليه منصب القائد العام للجيش الملكي التايلاندي عام 2010، وبعد عودة الديمقراطية إلى تايلاند في عام 2011، حيث كان متوقعاً بلوغه سن التقاعد في عام 2014. لكن في خضم الأزمة السياسية التي عرفها البلد الآسيوي على مدى سبعة أشهر، بسبب احتجاجات نظمتها المعارضة، أعلن برايوث عبر التلفزيون، في 22 مايو 2014، عزل رئيسة الوزراء المنتخبة ينغلاك شيناواترا والاستيلاء على السلطة، وقال إنه بذلك يهدف إلى استعادة الاستقرار وتحقيق الإصلاح السياسي في البلاد. ثم قرر فرض الأحكام العرفية لـ«منع وقوع مزيد من العنف»، ووضع قيوداً على وسائل الإعلام، وقال إن «على جميع التايلانديين المحافظة على الهدوء، وعلى الموظفين الاستمرار في عملهم كالمعتاد وبعد خمسة أيام أعلن تلقيه موافقة رسمية من العاهل التايلاندي الملك بوميبول أدولياديج على تقلده رئاسة مجلس السلام الوطني والحفاظ على النظام»، وهو الاسم الذي أطلقته الهيئة العسكرية الحاكمة على نفسها.

## السيرة الذاتية
أصبح في أكتوبر 2010، القائد العام للقوات المسلحة للجيش الملكي التايلاندي  ورئيس نادي أتحاد الجيش لكرة القدم.

## روابط خارجية
- برايوت تشان أوتشا على موقع IMDb (الإنجليزية)
- برايوت تشان أوتشا على موقع الموسوعة البريطانية (الإنجليزية)
- برايوت تشان أوتشا على موقع مونزينجر (الألمانية)